# Aleksandrs Starkovs
Aleksandrs Starkovs   (Madona, 26 de juliol de 1955) és un exfutbolista letó de la dècada de 1980 i entrenador.
Pel que fa a clubs, defensà els colors de FK Daugava Rīga i FC Dinamo Moscou. Com a entrenador ha dirigit els següents equips:
- 1990–1993 | clubsentrenats1 = FK Daugava Rīga (assistent)
- 1992–1994 | clubsentrenats2 = Letònia U-21
- 1993–2004 | clubsentrenats3 = Skonto FC
- 1995–2001 | clubsentrenats4 =  Letònia (assistent)
- 2001–2004 | clubsentrenats5 =  Letònia
- 2004–2006 | clubsentrenats6 = FC Spartak Moscou
- 2006–2007 | clubsentrenats7 = Skonto FC (director esportiu)
- 2007–2013 | clubsentrenats8 =  Letònia
- 2010–2011 | clubsentrenats9 = Skonto FC
- 2011–2012 | clubsentrenats10 = FC Baku
- 2016–2017 | clubsentrenats11 =  Letònia (assistent)
- 2017–2018 | clubsentrenats12 =  Letònia

El novembre de 2003 fou escollit Golden Player de Letònia per la UEFA.